# ウコンウツギ
ウコンウツギ（鬱金卯木・鬱金空木、学名: Weigela middendorffiana）はスイカズラ科タニウツギ属の落葉低木。山地の標高の少し高いところに自生し、鬱金色の花を付けるのが特徴。

## 特徴
北海道～東北地方北部の亜高山帯に分布する高山植物。大雪山などでは登山道から大群落が見られる。
高さは1～2m。花期は6～7月。枝先に2～4個、細長いラッパ状で淡黄色の花を咲かせる。花の内部に赤い模様がある。
和名はウコンのように鮮やかな黄色のウツギから。鬱金（ウコン）はカレーの色の素になっているターメリックの中国名である。ウツギは漢字で卯木あるいは空木と書くが、卯木は卯月（陰暦4月、陽暦5月）に咲くからといわれ、空木は小枝が中空なのでその名がついたものである。